# Endika Buján
Endika Buján de Rueda (Baracaldo, 16 de enero de 2003) es un futbolista español que juega como extremo en el Bilbao Athletic de la Primera Federación.

## Trayectoria
Nacido en Baracaldo, se crio en el barrio de Rontegui.Endika comenzó a jugar en la cantera del Barakaldo CF, en 2011, en edad alevín. En 2015 se incorporó a la cantera del Danok Bat, donde permaneció siete temporadas.De cara a la temporada 2022-23, una vez finalizada su etapa como juvenil, regresó al cuadro gualdinegro para jugar en Tercera Federación.En su primera campaña logró cinco goles y el ascenso de categoría, aunque no consiguió hacerse un hueco en el once titular.En la campaña 2023-24 se asentó en la titularidad y marcó seis tantos, uno de ellos en la ida de la final del play-off de ascenso ante el Orihuela CF y que contribuyó a lograr el ascenso a Primera Federación.
El 1 de febrero de 2024 se hizo oficial su fichaje por el Bilbao Athletic, filial del Athletic Club, que se haría efectivo de cara a la siguiente temporada.El 8 de febrero de 2025 debutó en Primera División con el Athletic Club, en San Mamés, con victoria ante el Girona FC (3-0).

## Clubes
Actualizado al último partido disputado el 10 de febrero de 2025.
| Club            | País   | Año       | Partidos | Goles |
| --------------- | ------ | --------- | -------- | ----- |
| Barakaldo CF    | España | 2022-2024 | 60       | 11    |
| Bilbao Athletic | España | 2024-act. | 14       | 2     |
| Athletic Club   | España | 2025-act. | 1        | 0     |

## Vida personal
Es primo del futbolista Unai Buján (2001), que ascendió a Segunda División con la SD Amorebieta en 2023. Su hermano Eneko (2000) juega como centrocampista en el Urdúliz FT de Tercera Federación.